# Hitnü
Hitnü, Jitnu o Macahuán es un pueblo indígena, que habita en el bosque de galería del caño Colorado y otros lugares de la cuenca del río Ele y la margen izquierda del caño Cuiloto, en los municipios de Arauca, y Puerto Rondón, así como en Arauquita y Fortul, departamento de Arauca, Colombia. Hablan el idioma hitnü, una lengua de la familia guahíbo, relacionada con la de los Hítanü o "Iguanitos".
El estado reconoce propiedad colectiva de los Hitnü en los resguardos indígenas de "Cusay - La Colorada" (1.261 ha), "La Esperanza" (151 ha), "Cuiloto" (77 ha), "La Vorágine - La Ilusión" (844 ha) y "San José de Lipa - Caño Colorado" (3.768 ha), que son solo una fracción minoritaria de los que fue su territorio tradicional, reducido y desarticulado por la colonización y la explotación petrolera. Durante el siglo XXI la mayoría de los hintü hablantes de la lengua está en los resguardos de San José de Lipa y La Vorágine.
Son seminómadas. Sus casas tienen techo de dos aguas cubierto con paja de palma amarrada con bejucos, sin paredes. Sus actividades principales son la caza y la agricultura itinerante. Cazan dantas, chácharos, chacures o pecarís y borugos. Abren campos de cultivo el método de tumba y quema y producen plátano, maíz, yuca, batata, ñame, tabaco, algodón y caña de azúcar. Además pescan y recolectan frutos silvestres y tortugas.
Se subdividen en mitades chupir bone (pequeños) y tsana bone (hinchados). Creen en un creador a quien llaman Nakuanu tsetseri. El alucinógeno yopo es consumido ritualmente y la bebida fermentada o chicha de plátano, majule, desempeña un papel en la vida social.
En el año 2010 la Corte Constitucional de Colombia expidió el Auto 382 mediante el cual conmina a las entidades del nivel central y departamental a prestar una especial atención a este pueblo, pues se encuentra en riesgo de exterminio cultural y físico debido a las consecuencias del conflicto armado interno.  Varios de sus líderes han sido asesinados y varios de sus miembros han fallecido víctimas de las minas antipersona que están sembradas en sus territorios.